# Rhododendron mucronulatum
Rhododendron mucronulatum ist eine Pflanzenart aus der Gattung der Rhododendren (Rhododendron) in der Familie der Heidekrautgewächse (Ericaceae). Sie ist mit drei Varietäten im östlichen Asien verbreitet.

## Beschreibung

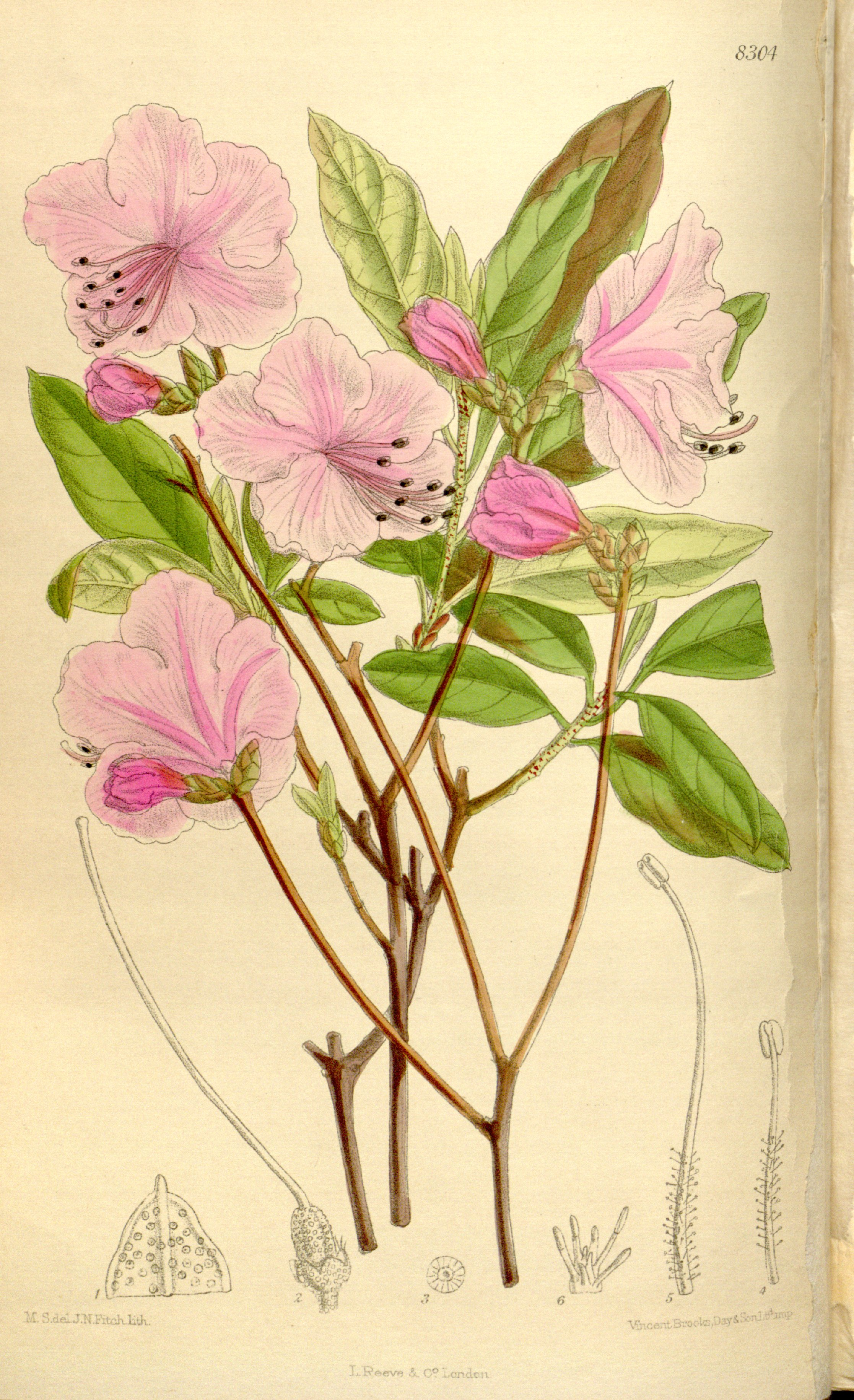
Illustration aus Curtis's Botanical Magazine, London. Volume 136 = Series 4, Volume 6, Tafel 8304

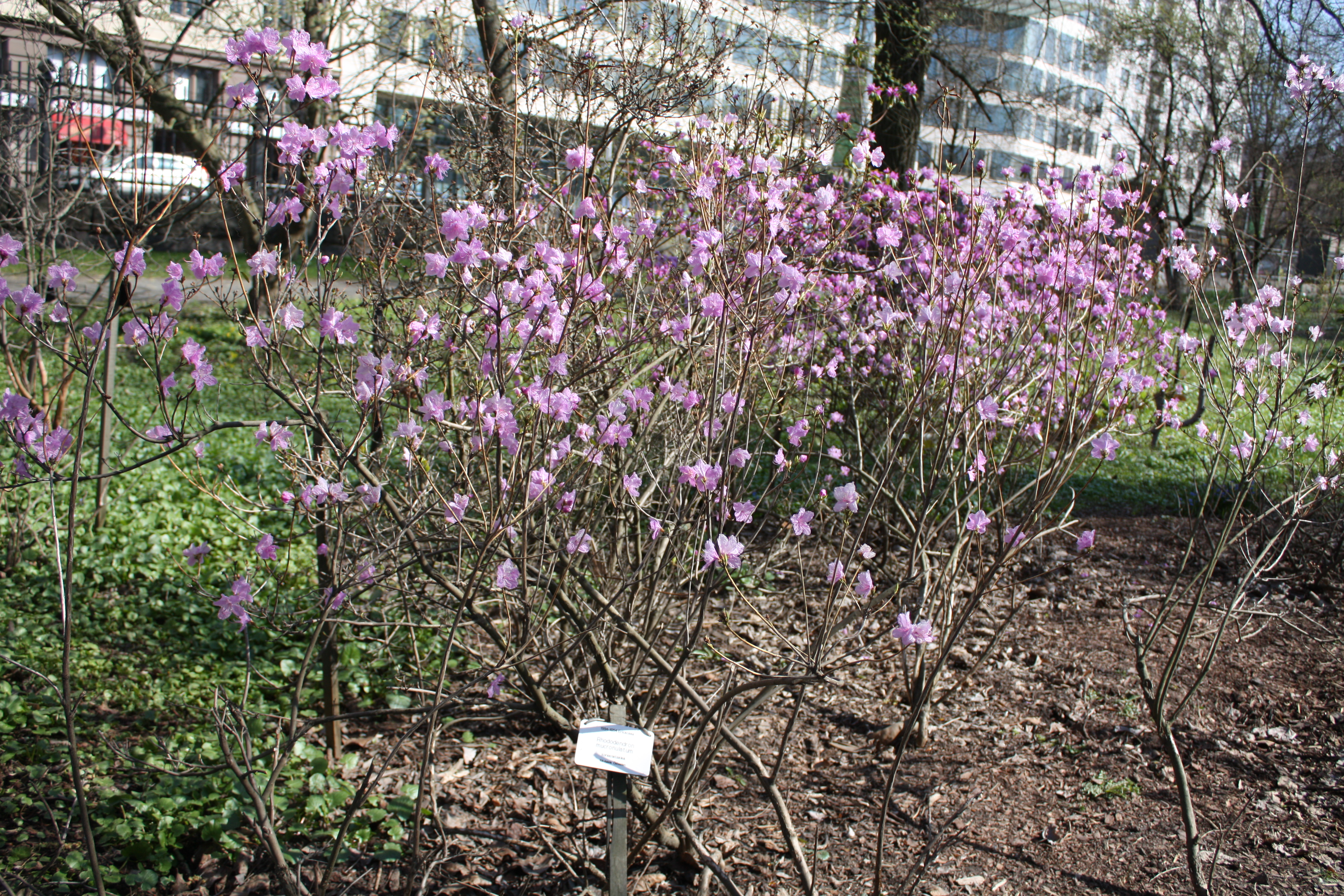
Meist öffnen sich die Blüten noch vor den Laubblättern

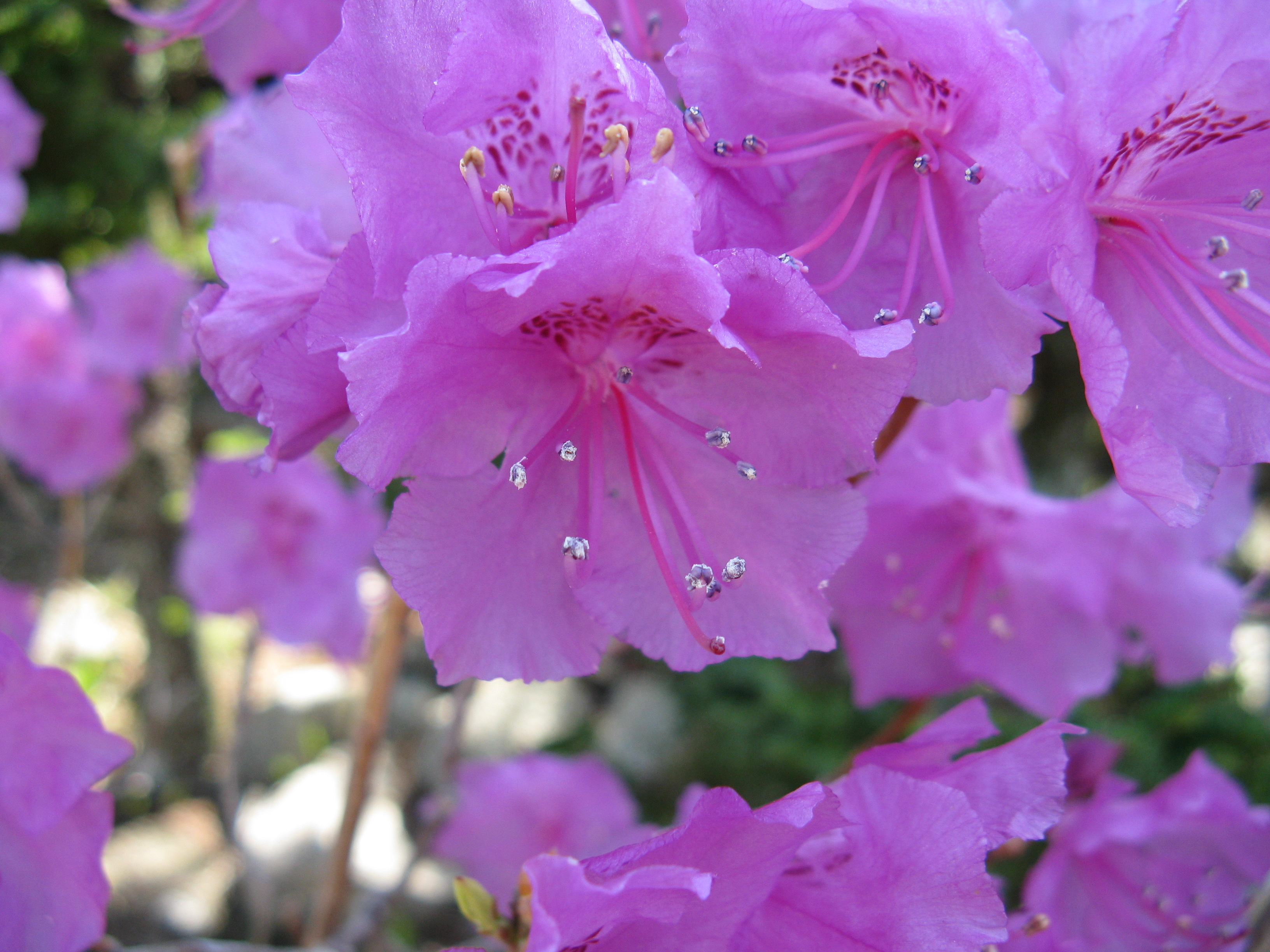
Fünfzählige Blüten einer Sorte

### Erscheinungsbild und Laubblatt
Rhododendron mucronulatum wächst als sommergrüner, mehrstämmiger Strauch, der Wuchshöhen von 1 bis 2 Metern erreichen kann. Die langen und dünnen jungen Zweige haben eine spärlich beschuppte Rinde.
Die wechselständig an den Zweigen angeordneten Laubblätter sind in Blattstiel und Blattspreite gegliedert. Der Blattstiel ist 0,3 bis 0,5 Zentimeter lang. Die einfache, relativ dünne Blattspreite ist mit einer Länge von 3 bis 7 Zentimetern und einer Breite von 1 bis 3,5 Zentimetern elliptisch bis elliptisch-lanzettlich mit stumpfer oder keilförmiger Spreitenbasis und spitzem, zugespitztem oder stumpfem oberen Ende. Der Spreitenrand ist ganz oder gezähnt. Die Blattoberseite ist spärlich beschuppt, die braune Blattunterseite weist ebenfalls eine Beschuppung auf.

### Blütenstand und Blüte
Die Blütezeit erstreckt sich in China von April bis Juli. Der Blüten stehen fast endständig, einzeln oder bis zu dritt in einem scheindoldigen Blütenstand und öffnen sich bereits vor dem Ausbreiten der Laubblätter. Die Knospenschuppen sind haltbar. Der spärlich beschuppte Blütenstiel ist 0,5 bis 1 Zentimeter lang.
Die zwittrigen Blüten sind fast radiärsymmetrisch und fünfzählig mit doppelter Blütenhülle. Die fünf beschuppten Kelchblätter sind 0,5 bis 1 Millimeter lang, kahl oder spärlich borstig behaart. Die fünf blass rötlich-purpurfarbenen, 2,3 bis 2,8 Zentimeter langen und 3 bis 4 Zentimeter breiten Kronblätter sind trichterförmig verwachsen und auf der Außenseite flaumig behaart. Die zehn ungleichen Staubblätter sind etwas kürzer als die Kronröhre. Die Staubfäden sind an der Basis behaart. Der oberständige, fünfkammerige Fruchtknoten ist dicht beschuppt. Der kahle Griffel ist länger als die Kronblätter.

### Frucht
Die bei der Reife 1 bis 1,5 Zentimeter lange und 0,4 bis 0,5 Zentimeter dicke Kapselfrucht ist zylindrisch. Die Früchte reifen in China von Mai bis Juli.

### Chromosomenzahl
Die Chromosomenzahl beträgt 2n = 26.

## Systematik und Vorkommen
Die Erstbeschreibung von Rhododendron mucronulatum erfolgte 1837 durch Nikolai Stepanowitsch Turtschaninow in Bulletin de la Société Impériale des Naturalistes de Moscou, Volume 10 (7), Seite 155.
Rhododendron mucronulatum gehört zur Untergattung Rhodorastrum innerhalb der Gattung Rhododendron.
Von Rhododendron mucronulatum gibt es etwa drei Varietäten:
- Rhododendron mucronulatum var. ciliatum Nakai (Syn.: Rhododendron dauricum var. ciliatum (Nakai) E.H.Wilson): Sie ist auf den japanischen Inseln westliches Honshu, nördliches Kyushu sowie Shikoku (nur Präfektur Ehime) und im östlichen Korea verbreitet.[5]
- Rhododendron mucronulatum var. maritimum Nakai: Sie kommt in Korea vor.[5]
- Rhododendron mucronulatum Turcz. var. mucronulatum (Syn.: Rhododendron dauricum var. mucronulatum (Turcz.) Maxim., Rhododendron dauricum subsp. mucronulatum (Turcz.) Vorosch.): Sie ist im nördlichen China, westlichen Korea, in der Mongolei und in Russlands Fernen Osten nur in der Region Primorje verbreitet.[5] Sie gedeiht in Birken- und Lärchenwäldern und an den Waldrändern in den chinesischen Provinzen Hebei, Jiangsu, Liaoning, Nei Mongol sowie Shandong.[1]

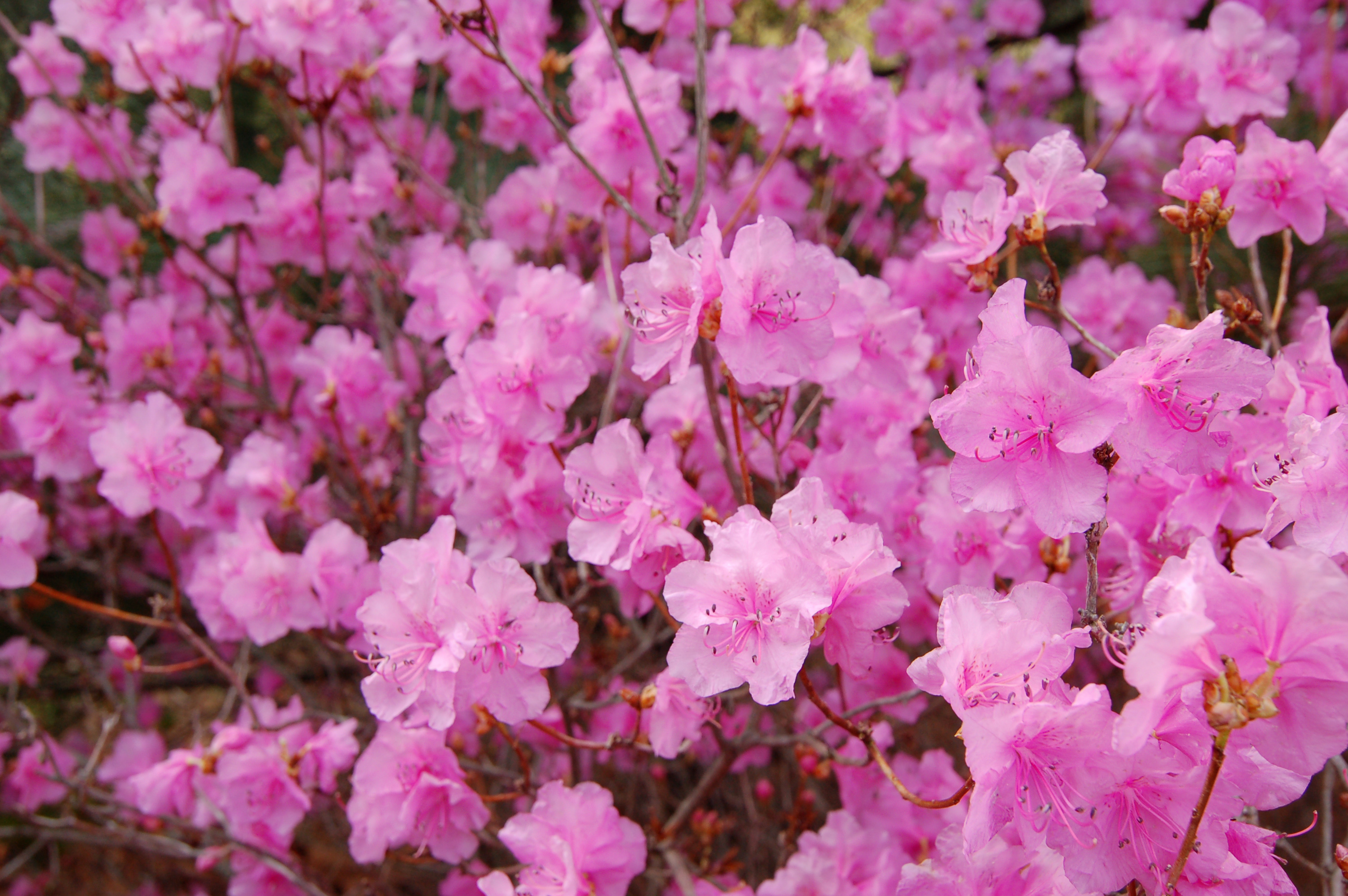
Die Sorte Rhododendron mucronulatum 'Wheeldon Pink'

## Nutzung

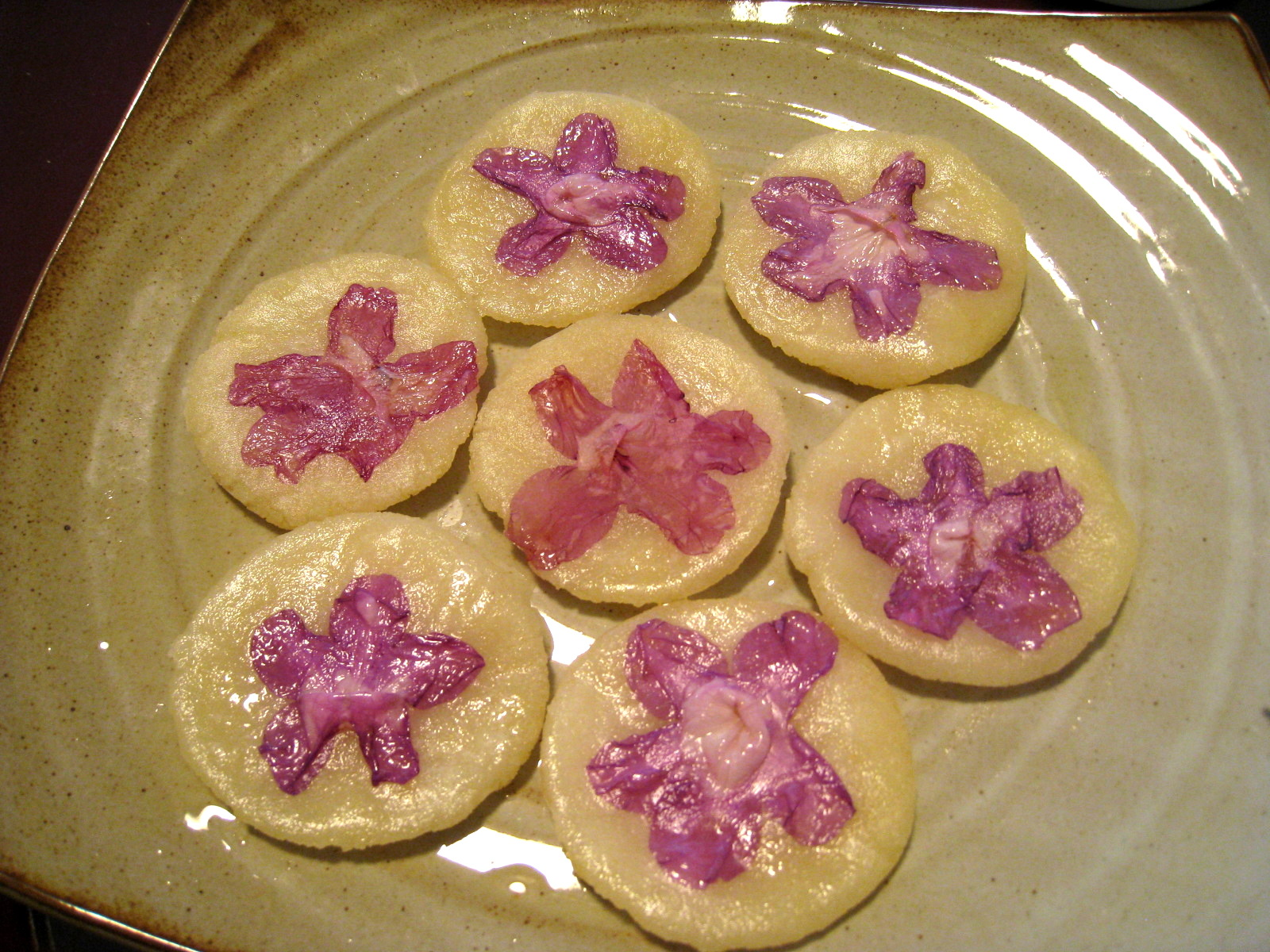
Koreanischer Blumen-Pfannkuchen ("Jindallae Hwajeon")

Einige Sorten werden als Zierpflanzen verwendet (manchmal Stachelspitzige Azalee genannt), beispielsweise 'Cornell Pink'.
In Korea werden außerdem die Blüten in Pfannkuchen ("Jindallae hwajeon") gebacken und in einem Punsch ("Jindallae hwachae") serviert, die traditionell während des Samjinnal-Festes hergestellt werden.